# Desirae Krawczyk

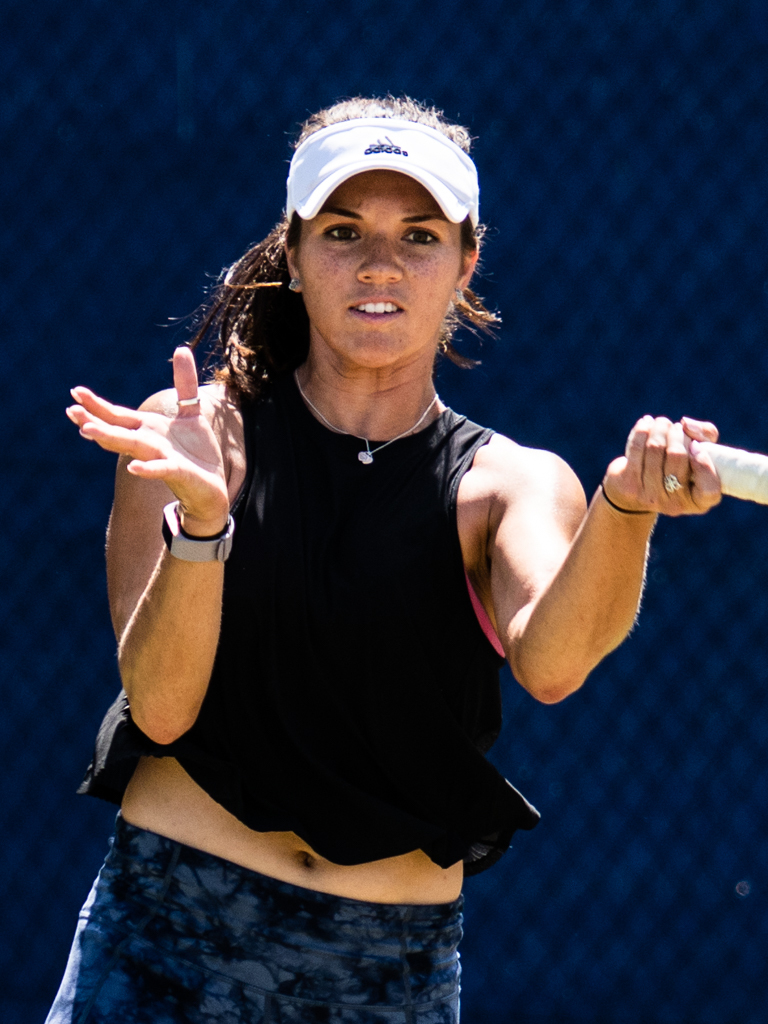
Nottingham 2018

Desirae Marie Krawczyk (Palm Desert, 11 januari 1994) is een tennisspeelster uit de Verenigde Staten van Amerika. Krawczyk begon met tennis toen zij zes jaar oud was. Haar favoriete ondergrond is hardcourt. Zij speelt linkshandig en heeft een tweehandige backhand. Zij is actief in het internationale tennis sinds 2010.

## Loopbaan

### Enkelspel
Krawczyk debuteerde in 2015 op het ITF-toernooi van Manzanillo (Mexico). Haar beste resultaat op de ITF-toernooien is het bereiken van de kwartfinale, in 2016 op het toernooi van Ponta Delgada (Portugal).

### Dubbelspel
Krawczyk behaalde in het dubbelspel betere resultaten dan in het enkelspel. Zij debuteerde in 2010 op het ITF-toernooi van Rancho Mirage (VS), samen met landgenote Coco Vandeweghe – zij bereikten er de tweede ronde. Zij stond in 2016 voor het eerst in een finale, op het ITF-toernooi van Ponta Delgada (Portugal), samen met de Russin Elina Vikhryanova – zij verloren van het duo Katharina Hering en Andrea Ka. In 2017 veroverde Krawczyk haar eerste titel, op het ITF-toernooi van Fort-de-France (Martinique), samen met de Mexicaanse Giuliana Olmos, door het Franse duo Sara Čakarević en Emmanuelle Salas te verslaan. Tot op heden(februari 2025) won zij zes ITF-titels (alle met Giuliana Olmos), de meest recente in 2018 in Vancouver (Canada).
In 2017 speelde Krawczyk voor het eerst op een WTA-hoofdtoernooi, op het toernooi van Washington, samen met landgenote Kaitlyn Christian. Zij stond in 2018 voor het eerst in een WTA-finale, op het toernooi van Monterrey, opnieuw samen met de Mexicaanse Giuliana Olmos – zij verloren van het koppel Naomi Broady en Sara Sorribes Tormo. Hierdoor steeg zij naar de top 100 in het dubbelspel. Later dat jaar veroverde Krawczyk haar eerste WTA-titel, op het toernooi van Gstaad, samen met de Chileense Alexa Guarachi, door het koppel Lara Arruabarrena en Timea Bacsinszky te verslaan. In februari 2019 kwam zij binnen in de top 50.
In 2020 bereikte Krawczyk, weer met Guarachi aan haar zijde, de finale van een grandslamtoernooi op Roland Garros – zij verloren de eindstrijd van Tímea Babos en Kristina Mladenovic. Tot op heden(februari 2025) won zij twaalf WTA-titels, de meest recente in 2025 in Singapore, terug met de Mexicaanse Giuliana Olmos.
Haar hoogste notering op de WTA-ranglijst is de 7e plaats, die zij bereikte in augustus 2024.

#### Gemengd dubbelspel
In juni 2021 won Krawczyk haar eerste titel in deze discipline, op Roland Garros samen met de Brit Joe Salisbury. Een maand later volgde haar tweede, op Wimbledon, nu met de Brit Neal Skupski aan haar zijde – in de finale bleek Joe Salisbury (geflankeerd door Harriet Dart) nu haar tegenstander te zijn. Terug met Salisbury won Krawczyk haar derde grandslamtitel in een jaar op het US Open 2021.
Op Wimbledon 2022 prolongeerden Krawczyk en Skupski hun titel.

## Posities op deWTA-ranglijst
Positie per einde seizoen:
| jaar | rang enkelspel | rang dubbelspel |
| ---- | -------------- | --------------- |
| 2016 | –              | 700             |
| 2017 | 769            | 143             |
| 2018 | –              | 67              |
| 2019 | –              | 37              |
| 2020 | –              | 25              |
| 2021 | 893            | 17              |
| 2022 | –              | 16              |
| 2023 | –              | 16              |
| 2024 | –              | 11              |

## Palmares
| Legenda                 |
| ----------------------- |
| Grandslamtoernooi       |
| Olympische Spelen       |
| Year-End Championships  |
| Premier Mandatory       |
| Premier Five / WTA 1000 |
| Premier / WTA 500       |
| International / WTA 250 |
| Challenger / WTA 125    |

### WTA-finaleplaatsen enkelspel
geen

### WTA-finaleplaatsen vrouwendubbelspel
| nr.              | finale     | toernooi        | ondergrond    | partner               | tegenstandsters                         | score             |         |
| ---------------- | ---------- | --------------- | ------------- | --------------------- | --------------------------------------- | ----------------- | ------- |
| gewonnen finales |            |                 |               |                       |                                         |                   |         |
| 01.              | 2018-07-22 | WTA Gstaad      | gravel        | Alexa Guarachi        | Lara Arruabarrena Timea Bacsinszky      | 4-6, 6-4, [10-6]  | details |
| 02.              | 2019-06-16 | WTA Nottingham  | gras          | Giuliana Olmos        | Ellen Perez Arina Rodionova             | 7-6, 7-5          | details |
| 03.              | 2020-02-29 | WTA Acapulco    | hardcourt     | Giuliana Olmos        | Kateryna Bondarenko Sharon Fichman      | 6-3, 7-6          | details |
| 04.              | 2020-09-13 | WTA Istanbul    | gravel        | Alexa Guarachi        | Ellen Perez Storm Sanders               | 6-1, 6-3          | details |
| 05.              | 2021-02-27 | WTA Adelaide    | hardcourt     | Alexa Guarachi        | Hayley Carter Luisa Stefani             | 6-7, 6-4, [10-3]  | details |
| 06.              | 2021-05-29 | WTA Straatsburg | gravel        | Alexa Guarachi        | Makoto Ninomiya Yang Zhaoxuan           | 6-2, 6-3          | details |
| 07.              | 2022-04-24 | WTA Stuttgart   | gravel (i)    | Demi Schuurs          | Cori Gauff Zhang Shuai                  | 6-3, 6-4          | details |
| 08.              | 2023-04-09 | WTA Charleston  | gravel        | Danielle Collins      | Giuliana Olmos Ena Shibahara            | 0-6, 6-4, [14-12] | details |
| 09.              | 2023-04-23 | WTA Stuttgart   | gravel (i)    | Demi Schuurs          | Nicole Melichar-Martinez Giuliana Olmos | 6-4, 6-1          | details |
| 10.              | 2023-07-01 | WTA Eastbourne  | gras          | Demi Schuurs          | Nicole Melichar-Martinez Ellen Perez    | 6-2, 6-4          | details |
| 11.              | 2024-08-12 | WTA Toronto     | hardcourt     | Caroline Dolehide     | Gabriela Dabrowski Erin Routliffe       | 7-6, 3-6, [10-7]  | details |
| 12.              | 2025-02-02 | WTA Singapore   | hardcourt (i) | Giuliana Olmos        | Wang Xinyu Zheng Saisai                 | 7-5, 6-0          | details |
| verloren finales |            |                 |               |                       |                                         |                   |         |
| 01.              | 2018-04-08 | WTA Monterrey   | hardcourt     | Giuliana Olmos        | Naomi Broady Sara Sorribes Tormo        | 6-3, 4-6, [8-10]  | details |
| 02.              | 2018-11-17 | WTA Houston     | hardcourt     | Giuliana Olmos        | Maegan Manasse Jessica Pegula           | 6-1, 4-6, [8-10]  | details |
| 03.              | 2019-03-02 | WTA Acapulco    | hardcourt     | Giuliana Olmos        | Viktoryja Azarenka Zheng Saisai         | 1-6, 2-6          | details |
| 04.              | 2020-10-11 | Roland Garros   | gravel        | Alexa Guarachi        | Tímea Babos Kristina Mladenovic         | 4-6, 5-7          | details |
| 05.              | 2021-03-13 | WTA Guadalajara | hardcourt     | Giuliana Olmos        | Ellen Perez Astra Sharma                | 4-6, 4-6          | details |
| 06.              | 2021-04-25 | WTA Stuttgart   | gravel (i)    | Bethanie Mattek-Sands | Ashleigh Barty Jennifer Brady           | 4-6, 7-5, [5-10]  | details |
| 07.              | 2022-05-07 | WTA Madrid      | gravel        | Demi Schuurs          | Gabriela Dabrowski Giuliana Olmos       | 6-7, 7-5, [7-10]  | details |
| 08.              | 2023-05-27 | WTA Straatsburg | gravel        | Giuliana Olmos        | Xu Yifan Yang Zhaoxuan                  | 3-6, 2-6          | details |
| 09.              | 2023-08-13 | WTA Montréal    | hardcourt     | Demi Schuurs          | Shuko Aoyama Ena Shibahara              | 4-6, 6-4, [11-13] | details |
| 10.              | 2024-02-17 | WTA Doha        | hardcourt     | Caroline Dolehide     | Demi Schuurs Luisa Stefani              | 4-6, 2-6          | details |
| 11.              | 2024-03-03 | WTA San Diego   | hardcourt     | Jessica Pegula        | Nicole Melichar-Martinez Ellen Perez    | 1-6, 2-6          | details |
| 12.              | 2025-04-06 | WTA Charleston  | gravel        | Caroline Dolehide     | Jeļena Ostapenko Erin Routliffe         | 4-6, 2-6          | details |

### Finaleplaatsen gemengd dubbelspel
| nr.              | finale     | toernooi        | ondergrond | partner       | tegenstanders                          | score            |         |
| ---------------- | ---------- | --------------- | ---------- | ------------- | -------------------------------------- | ---------------- | ------- |
| gewonnen finales |            |                 |            |               |                                        |                  |         |
| 1.               | 2021-06-10 | Roland Garros   | gravel     | Joe Salisbury | Jelena Vesnina Aslan Karatsev          | 2-6, 6-4, [10-5] | details |
| 2.               | 2021-07-11 | Wimbledon       | gras       | Neal Skupski  | Harriet Dart Joe Salisbury             | 6-2, 7-6         | details |
| 3.               | 2021-09-11 | US Open         | hardcourt  | Joe Salisbury | Giuliana Olmos Marcelo Arévalo         | 7-5, 6-2         | details |
| 4.               | 2022-07-07 | Wimbledon       | gras       | Neal Skupski  | Samantha Stosur Matthew Ebden          | 6-4, 6-3         | details |
| verloren finales |            |                 |            |               |                                        |                  |         |
| 1.               | 2024-01-26 | Australian Open | hardcourt  | Neal Skupski  | Hsieh Su-wei Jan Zieliński             | 7-6, 4-6, [9-11] | details |
| 2.               | 2024-06-06 | Roland Garros   | gravel     | Neal Skupski  | Édouard Roger-Vasselin Laura Siegemund | 4-6, 5-7         | details |

### Gewonnen ITF-toernooien enkelspel
geen

### Gewonnen ITF-toernooien dubbelspel
| nr. | finale     | toernooi       | dotatie   | ondergrond | partner        | tegenstandsters in finale           | score            |
| --- | ---------- | -------------- | --------- | ---------- | -------------- | ----------------------------------- | ---------------- |
| 1.  | 2017-01-15 | Fort-de-France | $ 15.000  | hardcourt  | Giuliana Olmos | Sara Čakarević Emmanuelle Salas     | 6-3, 6-2         |
| 2.  | 2017-01-28 | Saint-Martin   | $ 15.000  | hardcourt  | Giuliana Olmos | Chayenne Ewijk Rosalie van der Hoek | 6-1, 6-1         |
| 3.  | 2017-04-15 | Irapuato       | $ 25.000  | hardcourt  | Giuliana Olmos | Ronit Yurovsky Marcela Zacarías     | 6-1, 6-0         |
| 4.  | 2017-05-19 | Incheon        | $ 25.000  | hardcourt  | Giuliana Olmos | Choi Ji-hee Kim Na-ri               | 6-3, 2-6, [10-8] |
| 5.  | 2017-07-29 | Sacramento     | $ 60.000  | hardcourt  | Giuliana Olmos | Jovana Jakšić Vera Lapko            | 6-1, 6-2         |
| 6.  | 2018-08-19 | Vancouver      | $ 100.000 | hardcourt  | Giuliana Olmos | Kateryna Kozlova Arantxa Rus        | 6-2, 7-5         |

## Resultaten grandslamtoernooien
| Legenda | Legenda                          |
| ------- | -------------------------------- |
| g.t.    | geen toernooi gehouden           |
| l.c.    | lagere categorie                 |
| –       | niet deelgenomen                 |
| G       | uitgeschakeld in de groepsfase   |
| 1R      | uitgeschakeld in de eerste ronde |
| 2R      | uitgeschakeld in de tweede ronde |
| 3R      | uitgeschakeld in de derde ronde  |
| 4R      | uitgeschakeld in de vierde ronde |
| KF      | uitgeschakeld in de kwartfinale  |
| HF      | uitgeschakeld in de halve finale |
| F       | de finale verloren               |
| W       | het toernooi gewonnen            |
| w-v     | winst/verlies-balans             |

### Enkelspel
geen deelname

### Vrouwendubbelspel
| toernooi        | 2018 | 2019 | 2020 | 2021 | 2022 | 2023 | 2024 | 2025 |
| --------------- | ---- | ---- | ---- | ---- | ---- | ---- | ---- | ---- |
| Australian Open | –    | 3R   | 2R   | 3R   | 3R   | KF   | 3R   | 1R   |
| Roland Garros   | –    | 3R   | F    | 1R   | 2R   | 3R   | HF   |      |
| Wimbledon       | –    | 2R   | g.t. | 1R   | HF   | 2R   | HF   |      |
| US Open         | 2R   | 1R   | 1R   | HF   | KF   | 2R   | 2R   |      |

### Gemengd dubbelspel
| toernooi        | 2019 | 2020 | 2021 | 2022 | 2023 | 2024 | 2025 |
| --------------- | ---- | ---- | ---- | ---- | ---- | ---- | ---- |
| Australian Open | –    | 1R   | HF   | 1R   | HF   | F    | 1R   |
| Roland Garros   | –    | g.t. | W    | KF   | 1R   | F    |      |
| Wimbledon       | 1R   | g.t. | W    | W    | 1R   | KF   |      |
| US Open         | 2R   | g.t. | W    | 2R   | –    | 1R   |      |